# Moldovas Superliga 2022-23
Superliga 2022-23 var den 32. udgave af det moldoviske mesterskab i fodbold. Turneringen bliver afviklet fra juli 2022.

## Fase I
| Pos | Hold                 | K  | V  | U | T  | M+ | M- | MF  | P  | Kvalifikation eller nedrykning |
| --- | -------------------- | -- | -- | - | -- | -- | -- | --- | -- | ------------------------------ |
| 1   | Sheriff Tiraspol     | 14 | 10 | 3 | 1  | 24 | 6  | +18 | 33 | Fase II                        |
| 2   | Petrocub Hîncești    | 14 | 8  | 3 | 3  | 20 | 11 | +9  | 27 | Fase II                        |
| 3   | Zimbru Chișinău      | 14 | 4  | 7 | 3  | 17 | 17 | 0   | 19 | Fase II                        |
| 4   | Sfîntul Gheorghe     | 14 | 6  | 1 | 7  | 18 | 22 | −4  | 19 | Fase II                        |
| 5   | Milsami Orhei        | 14 | 4  | 5 | 5  | 12 | 14 | −2  | 17 | Fase II                        |
| 6   | Bălți                | 14 | 5  | 2 | 7  | 13 | 13 | 0   | 17 | Fase II                        |
| 7   | Dacia Buiucani       | 14 | 4  | 4 | 6  | 14 | 14 | 0   | 16 | Liga 1 Fase II                 |
| 8   | Dinamo-Auto Tiraspol | 14 | 1  | 3 | 10 | 5  | 26 | −21 | 0  | Liga 1 Fase II                 |

1. ↑  Dinamo-Auto fik trukket 6 point for matchfixing.[1]

## Fase II
| Pos | Hold              | K  | V | U | T | M+ | M- | MF  | P  | Kvalifikation eller nedrykning                      |
| --- | ----------------- | -- | - | - | - | -- | -- | --- | -- | --------------------------------------------------- |
| 1   | Sheriff Tiraspol  | 10 | 7 | 3 | 0 | 15 | 3  | +12 | 24 | Champions League første kvalifikationsrunde         |
| 2   | Petrocub Hîncești | 10 | 6 | 3 | 1 | 16 | 6  | +10 | 21 | Europa Conference League anden kvalifikationsrunde  |
| 3   | Zimbru Chișinău   | 10 | 3 | 3 | 4 | 10 | 9  | +1  | 12 | Europa Conference League første kvalifikationsrunde |
| 4   | Milsami Orhei     | 10 | 3 | 2 | 5 | 10 | 16 | −6  | 11 | Europa Conference League første kvalifikationsrunde |
| 5   | Sfîntul Gheorghe  | 10 | 1 | 4 | 5 | 4  | 13 | −9  | 7  |                                                     |
| 6   | Bălți             | 10 | 0 | 5 | 5 | 5  | 13 | −8  | 5  |                                                     |

## References
1. ↑  "Echipa Dinamo-Auto a fost depunctată" (rumænsk). FMF. 18. juli 2022.
2. 1 2  "Regulamentul campionatului R. Moldova la fotbal ediția 2022-23" [Regulations edition 2022-23 Moldova] (PDF). fmf.md (rumænsk). Moldovan Football Federation. Arkiveret fra originalen (PDF) 17. oktober 2022. Hentet 9. november 2022.

## External links
- Official website

Skabelon:Fodbold i Europa 2022-23